# Front de participation à l'Iran islamique
Le Front de participation à l'Iran islamique, translitéré en Jebheye Mosharekate Iran-e Eslaami (en persan : جبهه مشارکت ایران اسلامی), est un parti politique réformiste d'Iran. Il est dirigé par un secrétaire général, Mohammad Reza Khatami (le frère de Mohammad Khatami, ancien président de la République islamique d'Iran).
Fondé fin 1998, le principal slogan du parti est « l'Iran pour tous les Iraniens » 
(en persan : ایران برای همه ایرانیان). Le parti est partisan de la démocratie en Iran.
En 2004, Mohammad Reza Khatami et d'autres membres importants du parti comme Elaheh Koulaei, Mohsen Mirdamadi et Ali Shakouri Rad ont vu leur candidature au Majles (Parlement) refusée par le Conseil des gardiens.
Au printemps 2005, le parti soutenait Mostafa Mo'in à l'élection présidentielle.
L'organe décisionnel du parti est le conseil central, qui compte trente membres.
Lors de l'élection présidentielle de 2009, le parti soutient la candidature de Mir-Hossein Mousavi.